# Fluktuacja kadr
Fluktuacja kadr, płynność kadr – proces przemieszczania się pracowników w strukturach organizacji lub poza nią; wymiana, zatrudnianie, zwalnianie i odchodzenie pracowników z miejsca pracy.

## Czynniki wpływające na fluktuację pracowników
Niska satysfakcja z pracy: niskie zadowolenie z różnych aspektów wykonywanej pracy powoduje zwalnianie się pracowników (np. przechodzenie do innego, lepiej rokującego miejsca pracy). Badania przeprowadzone przez zespoły badaczy na pielęgniarkach i menadżerach (Bretz, Boudreau  Judge, 1994; Lee, Mitchell, Wise & Fireman, 1996) pokazują, że odejście z pracy można powiązać z niezadowoleniem spowodowanym różnymi czynnikami w pracy. Z innych badań (Judge, 1993) wynika, że najczęściej z organizacji odchodziły osoby, które były nisko usatysfakcjonowane pracą przy jednoczesnym wysokim wskaźniku satysfakcji z życia.
Organizacyjne zaangażowanie: im pracownik przejawia większe zaangażowanie w pracę, tym mniejsza jest jego chęć zrezygnowania z niej na rzecz innej (Jaros, Jermier, Koehler & Sincich, 1993; Tett & Meyer, 1993). Ponadto badania dowiodły, że osoby z wysokim zaangażowaniem organizacyjnym pozostawały w pracy trzy razy dłużej niż osoby z niskim zaangażowaniem (Kline & Peters, 1991).
Dodatkowo, większe ryzyko fluktuacji pojawia się wtedy, gdy wskaźniki bezrobocia są niskie i łatwo o znalezienie pracy.

## Rodzaje fluktuacji kadr

### Dobrowolna a niedobrowolna fluktuacja
Dobrowolna fluktuacja pojawia się wtedy, gdy wynika z woli samego pracownika, np. jego rezygnacji z pracy. Fluktuacja niedobrowolna może wynikać z wielu czynników, aczkolwiek niezależnych od pracownika, np. zwolnienie, przejście na emeryturę, śmierć.

### Funkcjonalna a dysfunkcjonalna fluktuacja
Funkcjonalna fluktuacja pojawia się wtedy, gdy zwalniają się w organizacji miejsca dla pracowników, którzy posiadają lepsze kwalifikacje i umiejętności do wykonywania danej pracy. Następuje wymiana nieodpowiednich, słabych pracowników, którzy mogą szkodzić organizacji. Płynność pozytywna to również przemieszczanie się pracowników wewnątrz organizacji - np. poprzez awans na wyższe stanowisko. Dysfunkcjonalna fluktuacja następuje, gdy dobrze wykwalifikowani i zdolni pracownicy rezygnują z pracy. Jest szkodliwa - prowadzi do kosztów związanych z zatrudnieniem kolejnej osoby na miejsce poprzedniej i wyszkoleniem jej, oraz różnicami w wydajności między starym a nowym pracownikiem.